# Realty Income
Die Realty Income Corporation ist ein REIT (eine Form eines Immobilieninvestmentfonds), der in Einkaufszentren in den USA, in Puerto Rico, in Großbritannien und in Spanien investiert. Das Unternehmen ließ sich den Alternativnamen The Monthly Dividend Company (deutsch: Die monatliche Dividendengesellschaft) rechtlich schützen, da es eine von nur wenigen Gesellschaften ist, die monatlich und nicht wie üblicherweise vierteljährlich oder jährlich Dividenden an die Aktionäre zahlt.

## Geschichte

### Gründung im 20. Jahrhundert
Die Realty Income Corporation wurde 1969 von William E. Clark und Evelyn J. Clark gegründet. Ihre erste Akquisition war ein Taco Bell Restaurant in den frühen 1970er Jahren. Seitdem vermietet das Unternehmen seine Immobilien üblicherweise langfristig an die Geschäftspartner.

### Gang an die Börse und Zukäufe im 21. Jahrhundert
Im Jahre 1994 wurde das Unternehmen durch einen Börsengang in eine Aktiengesellschaft umgewandelt. 2003 erwarb das Unternehmen 86 Einzelhandelsstandorte der TBC Corporation für 135 Millionen US-Dollar. 2004 folgte der Zukauf von 112 Circle K-Geschäften für 110,5 Millionen US-Dollar. Im Jahr 2006 erwarb das Unternehmen 144 an Buffets/Ryans Restaurants verpachtete Immobilien für 348 Millionen US-Dollar.
Im Jahr 2010 erwarb das Unternehmen mehrere Weingüter in Napa Valley für 269 Millionen US-Dollar und 135 SuperAmerica Convenience-Stores für 248 Millionen US-Dollar. 2011 folgte der Zukauf von 33 Immobilien für 544 Millionen US-Dollar.
2013 erwarb das Unternehmen den American Realty Capital Trust für 2,95 Milliarden US-Dollar.

### Aufnahme in den S&P 500
Im Jahr 2015 wurde das Unternehmen in den S&P 500 Aktienindex aufgenommen. Im Jahr 2018 wurde Sumit Roy zum CEO des Unternehmens bestimmt. Zum Jahresende 2018 besaß das Unternehmen 5797 Immobilien mit einer Gesamtmietfläche von 93,3 Millionen Quadratfuß und einer durchschnittlichen Grundstücksgröße von 16.110 Quadratfuß pro Einzelhandelsimmobilie und 229.000 Quadratfuß pro Industrieimmobilie.

### Expansion nach Europa
Ab 2019 begann das Unternehmen auch nach Europa zu expandieren. Den Beginn machte eine Transaktion für 12 Immobilien der britischen Supermarktkette Sainsbury’s. Dies war der erste Immobilienkauf des Unternehmens außerhalb der USA. 2021 erweiterte das Unternehmen sein europäisches Portfolio durch den Zukauf von sieben Carrefour-Supermärkten in Spanien.
Im Jahr 2021 übernahm Realty Income darüber hinaus den Konkurrenten Vereit Inc. Durch die Übernahme wurde Realty Income der sechstgrößte REIT der USA.
2022 wurde die europäische Expansion des Unternehmens fortgesetzt durch die Übernahme von sieben italienischen Großmärkten der Metro AG und 2024 folgte die Übernahme von 82 Filialen des Spotartikelhändlers Decathlon in Deutschland, Frankreich, Italien, Spanien und Portugal. Ebenfalls im Januar 2024 übernahm Realty Income den Konkurrenten Spirit Realty. Spirit Realty verwaltete Ende 2022 knapp 2.100 Objekte mit einem Schwerpunkt auf dem Mittleren Westen und Südosten der USA.

## Unternehmensstruktur

### Vermietete Immobilien
Ende März 2022 besaß das Unternehmen über 11.200 Immobilien, davon 194 außerhalb der USA (Großbritannien, Italien und Spanien).
2024 besaß das Unternehmen 15.485 Immobilien, davon 459 in Europa.

### Hauptmieter
Die größten Mieter der Realty Income Corporation anhand der Rangfolge am Gesamtumsatz sind die nachfolgenden Unternehmen (Stand: Mai 2024):
| Rang | Mieter                           | % des Gesamtumsatzes | Land                   |
| ---- | -------------------------------- | -------------------- | ---------------------- |
| 1    | Dollar General                   | 3,4 %                | Vereinigte Staaten     |
| 2    | Dollar Tree / Family Dollar      | 3,4 %                | Vereinigte Staaten     |
| 3    | Walgreens                        | 3,1 %                | Vereinigte Staaten     |
| 4    | 7-Eleven                         | 2,6 %                | Vereinigte Staaten     |
| 5    | EG Group                         | 2,1 %                | Vereinigtes Königreich |
| 6    | Wynn Resorts                     | 2,1 %                | Vereinigte Staaten     |
| 7    | FedEx                            | 2,0 %                | Vereinigte Staaten     |
| 8    | Life Time Fitness                | 1,9 %                | Vereinigte Staaten     |
| 9    | BJ's Wholesale Club              | 1,6 %                | Vereinigte Staaten     |
| 10   | B&Q                              | 1,6 %                | Vereinigtes Königreich |
| 11   | ASDA                             | 1,6 %                | Vereinigtes Königreich |
| 12   | J Sainsbury                      | 1,5 %                | Vereinigtes Königreich |
| 13   | CVS pharmacy (siehe: CVS Health) | 1,3 %                | Vereinigte Staaten     |
| 14   | LA Fitness                       | 1,3 %                | Vereinigte Staaten     |
| 15   | MGM Resorts International        | 1,2 %                | Vereinigte Staaten     |
| 16   | Walmart / Sam's Club             | 1,2 %                | Vereinigte Staaten     |
| 17   | Tractor Supply Company           | 1,2 %                | Vereinigte Staaten     |
| 18   | Tesco                            | 1,2 %                | Vereinigtes Königreich |
| 19   | AMC Theatres                     | 1,1 %                | Vereinigte Staaten     |
| 20   | Red Lobster                      | 1,1 %                | Vereinigte Staaten     |

Die größten Mieter auf dem europäischen Markt waren im Mai 2024:
| Rang | Mieter           | % des Gesamtumsatzes | Land                                                |
| ---- | ---------------- | -------------------- | --------------------------------------------------- |
| 1    | B&Q              | 11,8 %               | Vereinigtes Königreich                              |
| 2    | ASDA             | 11,7 %               | Vereinigtes Königreich                              |
| 3    | J Sainsbury      | 10,8 %               | Vereinigtes Königreich                              |
| 4    | Tesco            | 8,6 %                | Vereinigtes Königreich                              |
| 5    | Decathlon        | 6,4 %                | Deutschland, Frankreich, Italien, Spanien, Portugal |
| 6    | Groupe Carrefour | 5,7 %                | Spanien                                             |
| 7    | Sonstige         | 45,1 %               |                                                     |